# Ludwig von Wohlgemuth
Ludwig von Wohlgemuth (Bécs, 1788. május 25. – Pest, 1851. április 18.) császári és királyi altábornagy. Az 1848–49-es szabadságharcban a császári csapatok egyik tábornoka. 1849–1851 között Erdély katonai és polgári kormányzója.

## Tevékenysége
1805-ben zászlósként lépett a császári hadseregbe. Részt vett a Napóleon elleni háborúkban, 1809-től főhadnagyi rangban. 1814-től a bécsújhelyi Theresianum Katonai Akadémia matematika professzora volt. 1821-től vezérkari százados, 1831-ben őrnagy és egy zászlóalj parancsnoka lett. 1844-ben nevezték ki vezérőrnaggyá és egy észak-itáliai dandár parancsnokává. 1846-ban kapott nemesi címet. 1848-ban és 1849 elején részt vett az itáliai harcokban, érdemeiért megkapta a Lipót-rendet és kétszer a Katonai Mária Terézia-rendet. 1848 végén nevezték ki altábornaggyá.
1849 áprilisában helyezték át a magyarországi hadszíntérre és megbízták a császári tartalék hadtest megszervezésével. A császári hadsereg helyzete ebben az időszakban kritikus volt, ezért a megszervezett tartalékból és Felix Jablonowsky tábornoknak a váci ütközetből elmenekült hadosztályából megszervezett IV. hadtestet Wohlgemuth parancsnoksága alatt azonnal harcba vetették. A hadtest feladata az volt, hogy megakadályozza a Komárom felmentésére irányuló magyar támadást, az ellentmondásos utasítások miatt azonban nem tudta megakadályozni, hogy Klapka és Damjanich átkeljenek a Garamon, majd az április 19-ei nagysallói ütközetben vereséget szenvedett a honvéd haderőtől. Ő volt a császári csapatok parancsnoka a peredi csatában, amely a cári haderő beavatkozása folytán császári győzelemmel végződött. Hadtestével ezután részt vett a június 28-i győri ütközetben és a július első heteiben zajló komáromi csatákban.
A második komáromi csata napján, július 11-én nevezték ki Erdély katonai és politikai kormányzójává. Kormányzóként tevékenyen támogatta az osztrák centralizációs elképzeléseket. Tevékenyen részt vett Haynau táborszernagy elrettentő hatású megtorló tisztogatásaiban. Váratlanul, hatvankét évesen hunyt el. Utóda 1851. április 29-től Karl Philipp zu Schwarzenberg herceg, táborszernagy (1802–1858), Karl Philipp zu Schwarzenberg tábornagy egyik fia lett.